# Гарванско клане
Гарванското клане е убийството на 28 български селяни в радовишкото село Гарван, извършено на 2 март 1923 година от сръбска войска, начело с щипския жупан Добрица Маткович, като отмъщение за извършеното един месец по-рано от чета на Вътрешната македонска революционна организация Кадрифаковско клане.

## Предистория
На 16 януари 1923 година чета на ВМРО, начело с Иван Бърльо, влиза в сръбското колонистко селище Кадрифаково убива 23 души, запалва селото и изгонва всички оцелели жители. Нападението има за цел да сплаши сръбските колонисти и така със средствата на терора да прекрати сръбската колонизация в Щипско. Сръбските власти са изненадани, не успяват да реагират навреме, и четата на ВМРО успява да се измъкне невредима.

## Клането
На 2 март 1923 година щипският велик жупан Добрица Маткович пристига с войска в село Гарван. Всички мъже, включително деца и старци, са събрани от полето на площада, а войниците започват обиски по къщите, съпроводени с изнасилвания на жените. Двадесет и осем селяни са изведени извън селото и разстреляни с картечници. Жертвите, сред които и три деца от 13 до 18 години, са оставени непогребани за назидание в продължение на шест дена. Една жена – Цвета Томева умира след като вижда труповете и така жертвите стават 29.
Опит за назидателно избиване е направен и в съседното село Брест, който обаче е осуетен от хърватски подполковник, застанал в редицата между изведените за разстрел 19 селяни.

### Жертви
| №  | Име              | Години |
| -- | ---------------- | ------ |
| 1  | Атанас Колев     | 13     |
| 2  | Богатин Георгиев | 23     |
| 3  | Васил Симеонов   | 27     |
| 4  | Георги Донев     | 31     |
| 5  | Георги Милев     | 32     |
| 6  | Димитрия Колев   | 37     |
| 7  | Димитър Иванов   | 41     |
| 8  | Доне Василев     | 29     |
| 9  | Ефрем Траянов    | 30     |
| 10 | Ефтим Петрушев   | 20     |
| 11 | Иван Василев     | 35     |
| 12 | Костадин Здравев | 18     |
| 13 | Костадин Цветков | 31     |
| 14 | Мите Здравев     | 19     |
| 15 | Моне Василев     | 12     |

| №  | Име               | Години |
| -- | ----------------- | ------ |
| 16 | Тане Иванов       | 50     |
| 17 | Пане Коцев        | 28     |
| 18 | Петре Георгиев    | 40     |
| 19 | Петруш Атанасов   | 21     |
| 20 | Петруш А. Велянов | 35     |
| 21 | Петруш Иванов     | 47     |
| 22 | Стевко Траянов    | 39     |
| 23 | Стое Коцев        | 34     |
| 24 | Стоян Филипов     | 25     |
| 25 | Тасе Ефтимов      | 52     |
| 26 | Траян Тасев       | 23     |
| 27 | Христоман Поцев   | 57     |
| 28 | Яне Поцев         | 59     |
| 29 | Цвета Томева      | 65     |
|    |                   |        |

## Отзвук
Клането предизвика реакции не само в Европа, но и в самата Югославия. На 15 април в София е отслужена панихида за загиналите, на която се стичат 30 000 души. Панихидата, на която присъстват много чуждестранни кореспонденти, допринася за широкия отзвук на Гарванското клане. Сръбският вътрешен министър Милорад Вуичич се опитва да представи гарванските жертви, като загинали от заблудени куршуми при сражение на сръбска жандармерия и революционна чета.